# Milan Sáblík
Milan Sáblík (* 14. března 1991 Nové Město na Moravě) je bývalý český rychlobruslař, mladší bratr rychlobruslařky Martiny Sáblíkové. Je mistrem České republiky za rok 2009 a několikanásobným držitelem rekordů českého mužského rychlobruslení.
V mezinárodních rychlobruslařských závodech působil od roku 2006, v březnu toho roku se poprvé zúčastnil juniorského mistrovství světa a na podzim se v 15 letech kvalifikoval do divize B Světového poháru. V průběhu následujících let zde opakovaně závodil, ovšem bez bodových úspěchů. Společně s podobně starými Zdeňkem Haselbergerem a Pavlem Kulmou zajel ve stíhacím závodě družstev 18. listopadu 2007 juniorský světový rekord s časem 3:55,26, který byl překonán až nizozemským týmem v březnu 2010. Od podzimu 2008 pravidelně nastupoval do závodů Světového poháru, na začátku roku 2009 zvítězil ve víceboji na mistrovství České republiky. V únoru 2009 skončil na juniorském světovém šampionátu v Zakopanem na 10. místě, což bylo jeho nejlepší umístění. V roce 2013 ukončil sportovní kariéru, poslední rychlobruslařský závod absolvoval 3. března toho roku na Světovém poháru v Erfurtu.
Věnoval se také cyklistice a in-line bruslení, ve kterém se v roce 2010 na seniorském mistrovství České republiky ve víceboji na dlouhém oválu umístil na 4. místě.

## Osobní rekordy
| Závod                  | Čas       | Datum              | Místo          |
| ---------------------- | --------- | ------------------ | -------------- |
| 500 m                  | 37,31     | 4. března 2011     | Inzell         |
| 1000 m                 | 1:11,96   | 13. prosince 2009  | Salt Lake City |
| 1500 m                 | 1:49,03*  | 11. prosince 2009  | Salt Lake City |
| 3000 m                 | 3:55,89   | 23. října 2010     | Berlín         |
| 5000 m                 | 6:41,70   | 17. listopadu 2007 | Calgary        |
| 10 000 m               | 14:04,71* | 2. prosince 2007   | Kolomna        |
| stíhací závod družstev | 3:55,26*  | 18. listopadu 2007 | Calgary        |

* = český rekord

## Umístění
| Sezóna  | ME víceboj | Světový pohár                              | Olympijské hry | MS juniorů                                              |
| ------- | ---------- | ------------------------------------------ | -------------- | ------------------------------------------------------- |
| 2005/06 | —          | —                                          | —              | 43. víceboj 12. stíh. závod                             |
| 2006/07 | 29.        | 16. stíh. závod                            |                | 18. víceboj 11. stíh. závod                             |
| 2007/08 | 22.        | 10. stíh. závod                            |                | 22. víceboj 7. stíh. závod                              |
| 2008/09 | 22.        | 13. stíh. závod                            |                | 22. 1000 m 24. 1500 m 13. 3000 m 10. 5000 m 10. víceboj |
| 2009/10 | 22.        | 15. stíh. závod                            | —              | 16. 1000 m 21. 1500 m 21. 3000 m 20. 5000 m 20. víceboj |
| 2010/11 | 22.        | 47. 1500 m 10. stíh. závod                 |                | —                                                       |
| 2011/12 | 23.        | 49. 1500 m 36. hrom. start 10. stíh. závod |                | —                                                       |
| 2012/11 | —          | 51. 1500 m 43. hrom. start                 |                | —                                                       |